# 甲标的
甲標的（日语：／ Kō-hyōteki */?）是大日本帝国海军在二战期间研发的一种微型潜艇，为了掩人耳目而起了“甲标的（甲型靶船）”的名字。通常是用母舰的名字来称呼它们，如伊-16号带的称为"I-16tou"。
后续型号为“甲标的乙型”、“甲标的丙型”、“甲标的丁型(蛟龙)”。

## 开发
1931年11月，大日本帝国海军舰政本部第一部第二课就研发自主兵器的问题进行了一系列的讨论。受华盛顿海军条约及伦敦海军条约所限，舰船保有数量受到极其严格的限制。与假想敌之一的美国海军实力差距过大，一旦开战，败北的几率很大，并且美国和其他大国的经济实力和社会生产力强于日本。为了弥补数量上受到的限制，在开战时能处于有利局面，舰政本部决定开发能在主力舰队对决时能够逐渐消灭敌方舰队的新武器。
在讨论过程中，由海军预备役大佐横尾敬義提出了自杀式攻击鱼雷，即由人乘坐并引导鱼雷，确保击中目标的提案。这一提案引起了课员强烈的兴趣，但由于海军有不使用必死兵器的传统，因此将提案变为由微型的潜水艇发射鱼雷。同年12月，岸本鹿子治大佐到任，敲定了开发计划。基础设计由朝熊利英中佐完成。朝熊利英虽对成功与否保有疑问，但仍着手开发，于1932年6月完成了全长12米的模型，并在海军航空技术厂进行了入水实验。实验中发现舰桥周围的水流速度变快后，会沿舰体形成强烈的涡流，影响发动机运转。根据此次的实验结果，对设计进行了变更。
1932年提出的潜艇设计方案是全长25米，排水量42吨，在水下以30节的速度续航50分钟，装备2枚53厘米鱼雷。在此基础上，又提出了3个设计方案：
1. 仅以电池驱动，水下以30节的速度续航60千米，水面以25节的速度续航50千米。
2. 仅以柴油机驱动，水下以30节的速度续航500海里（926千米），水面以25节的速度续航300海里（556千米）。
3. 三是同时搭载电池和柴油机，水下以20节的速度续航30千米，水面以15节的速度续航150海里（278千米）。

第一个方案的制造成本低廉，建造一艘仅需15万日元。但实际价格有所上升，1942年时达到了每艘30万日元。建造方案由高崎武雄大佐直接提交给军令部总长伏见宫博恭，并向日本海军大臣冈田启介进行了说明。军令部总长确认了并不是自杀式攻击武器，日本海军大臣认为造价低廉，方案得以批准。设计任务由朝熊利英中佐负责，包括名和武在内的多名兵器制造和舰船建造的技术军官参与。推动开发的岸本鹿子治大佐是鱼雷建造的权威，因此甲标的相对于潜水艇，更多的带有鱼雷的特点。另外，由于并没有潜水艇设计者参与到计划中，这也成为了甲标的在日后作战中如何应用这一争议的原因。
这种微型潜艇建造计划以“潜艇攻击靶舰”的名义开始实，在3个月时间内完成了设计，并于吴海军工厂鱼雷实验部进行试建。1933年试做型1号艇在广岛县尾道市海域进行了耐压试验，潜行至水下100米时，鱼雷发射管室的浮力舱压坏。同年6年，在地面上进行了蓄电池排氢装置的实验。测量了甲标的内部的氧气和二氧化碳浓度，并对通风，密封和排污泵进行了实验。接下来测量了潜水艇的重心，检查了稳定度，并对摆动周期进行了确认。无人海上航行实验时速度达到了24.85节。10月3日开始载人航行实验，并于濑户内海和高知县的远洋海域进行了实验。1934年12月实验完成。实验中，这种潜艇被称为“A标的”，实验后，试做艇作为秘密武器被严密保管。
1937年，受严峻的国际形势所迫，甲标的的开发再次被提上日程。提出了由母舰搭载大量微型潜艇，舰队决战时埋伏在敌舰队通行水域，在战前以鱼雷进行突袭，削减敌舰数量，使我方占于优势的应用构想。由3艘专用母舰每艘搭载12艘甲标的，在距离敌舰数十千米时36艘甲标的一齐发动袭击。袭击结束后返回母舰。但是这个构想是以日俄战争的战场为基础，并没有将航空兵力纳入考量，甚至没有考虑到在己方战败时甲标的的回收会面临困难。
1938年8月，开始着手建造甲标的的改良型号。初期是以建造2艘能够进行载人航行实验的潜艇为目标。对设计进行了一系列的修正和改造，并秘密的开始训练搭乘人员。制造，维护以及人员训练由在吴港附近倉橋島大浦岬驻扎的大浦突击队“P基地”负责。但是这个基地直到1942年10月才开始正式运转，在此之前是随移动基地千代田号航空母舰，在濑户内海及其他各地开展训练。
1939年7月7日，开始第二次试建造，一号艇于1940年4月完工，二号艇于同年6月完工。每艘的建造费是26万日元。这一时期的建造也是由舰政本部的人员负责，并没有潜水艇建造人员参与。试做艇于1940年5月5日至6月6日期间进行了各种陆上实验和性能检测，7月至8月间进行了自千代田号航空母舰的发射实验。结果并不尽如人意。在波浪较大的外海航行，舰桥会暴露在海面上，丧失隐蔽性。另外模拟鱼雷的发射中，有3分之1的鱼雷卡在了艇首。即使在海面波浪较小时，甲标的的上下摆动幅度仍很大，缺乏稳定性，通过潜望镜也难以发现敌方目标。袭击本身可能是非常猛烈的，但是水上的基础攻击能力令人怀疑。另外在今后作为主要攻击方式的港湾攻击中性能也非常不足。即便如此，1940年11月15日，甲标的正式投入使用。继续表示甲标的不足以进行实战的一名实验搭乘人员，在实验结束后被遣离了项目。太平洋战争即将于1941年12月8日开始，让甲标的成为成熟的兵器，查找缺点，布局战术，使其形成有效的战力已经刻不容缓。1940年10月开始量产。制造命令为10月开始建造3号艇到12号艇，12月开始建造13号艇到36号艇。
作为奇袭武器，计划被要求严格保密，因而产生了“A标的”，“H金物”，“TB标的”等名称。因为这些名称的关系，一度发生了海军航空兵队要求提供其作为航空器攻击用靶舰的一幕。最终正式被命名为甲标的是在1939年7月。但直到珍珠港事件为止一直使用秘密名称。
此外，开发甲标的的经验也被应用于开发更大型的高速实验潜水艇第71号舰（1937年开始建造）。

## 构造
甲标的甲型全长23.9米，全高3.4米，单壳式船体最大直径1.85米、最大排水量46吨、吃水深度1.88米。耐壓深度100米。上浮时仅舰桥露出水面。形状是于单壳形的船体中央设置舰桥。甲标的船体由前部，中央部和後部构成，分解后可见收纳于内部的鱼雷发射筒、蓄电池和发动机。从夏威夷的甲标的分解照片来看，甲标的的武器铭牌上刻有发射筒的字样，连接处是法兰结构，如前部和中央部结合处有70个螺丝孔。
前部全长6.406米、17个框架结构支撑船体。内部装有2个45厘米魚雷发射筒和2个发射用蓄气器，2个操舵用蓄气器，电子设备及蓄气器配管，压舱水室。前部与中央部之间设置了压力隔板从而形成水密。压舱水室在隔板的前面，蓄气器在后面。发射筒穿过隔板向前延伸。在艇的中心线上，纵向排列两个发射管，并艇前露出一部分。露出的部分有盖子，用以保护發射筒。发射时盖子由压缩空气的壓力打开。操舵用蓄气器在发射筒的左右各配置一台。每个发射筒的下面还有配有一台发射用蓄气器。
中部全长10.407米，由37个框架结构支撑。内部中央是舰桥和搭乘员的操作室，前部和後部是蓄电池室。中部操作室前座是艇员席，後座是艇长席。艇员负责操舵和调整角度，艇長负责索敌和航行指挥。直径70厘米的舰桥内部设置了可升降的九七式特型潜望镜，舰桥前方有延伸到艇外的直径55厘米的通道和舱口。最前段有无线天线，可由操作室顶部手动控制升降。操作室中部设有为操作九七式特型潜望镜而设计的踏台。右舷侧设有九七式特型潜望镜用的升降装置和电动机，后部有无线电台、电灯等电器制品。左舷侧后部有放电计、励磁调节器、应急舱，前部装配九七式转轮罗盘，操舵舵轮和深度仪。操作室与蓄电池室用隔板隔开，隔板上开有检查用的小判型的椭圆形孔。前部蓄电池室和后部蓄电池室共装有224个特D型蓄电池，收纳于地板的格子中。电池室的中央部分，开有为传递物品用的联络通道，非常狭小，约宽30厘米，高90厘米左右。此外，从甲标的丙型开始，操作室从舰桥后部开始延长了约1米，并搭载了40马力的柴油发动机。从而使甲标的丙型可以由25千瓦功率的发电机驱动在海上航行两天，和以6节的速度航行500海里。
后部包括全长4.471米的动力室，全长2.616米的十字舵部分及螺旋桨。内部由15个框架结构支撑。后部前端设有600马力的发动机，动力由减速齿轮和同轴反转齿轮減速后、传递到同轴反转螺旋桨。后部中部，船体顶部设有为检查齿轮用的检查井。
操舵装置最初是气压式操舵机。纵舵和飞机的垂直尾翼类似，控制左右旋转。横舵与水平尾翼类似，控制升降。当时为了追求潜水艇的横向旋转性，纵舵高50厘米，宽37厘米的台形，舵面积小，且由于在螺旋桨的前方设置，操作性很差。旋转半徑450米，与大型舰相当。这是和珍珠港事件不相符的特性。珍珠港事件后的到了改善，舵高50厘米，宽横80厘米，舵面积增加了一倍以上。旋转范围缩小到了原来的60%，此外操舵装置也改为使用液压式。
参加夏威夷作战的甲标的，由于要进行港湾袭击作战，增添各种追加装备。在艇首装备了用于切断防潜网的剪网器，艇尾追加了螺旋桨保护装置。此外在剪网器到舰桥前端，潜望镜保护部后短刀艇尾的螺旋桨保护器都设置了跳线。内部新设了与母舰联络用电话，撤掉了25个蓄电池，增加了操舵用的蓄气器。此外，还加装了自爆装置。

## 其他型号

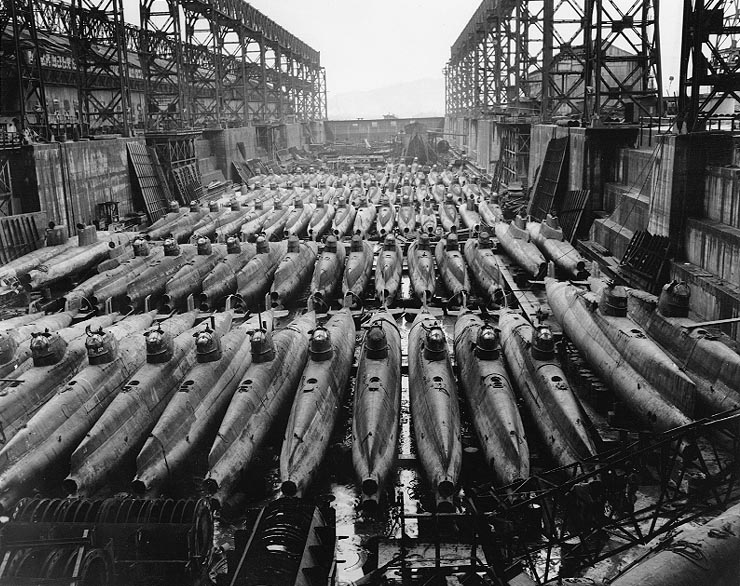
甲標的丁型（蛟龍）

### 甲标的乙型
1943年开始开发。在位于中部的操作室的后部将艇身延长了1米，搭载了40马力的柴油发动机。输出功率25千瓦。这个柴油发动是有坦克用发动机改良而来。使甲标的可以航行2天，在水面以6节的速度航行500海里。为了给发动机提供空气，装备了升降式吸气筒。乙型共有5艘，其中4艘是由甲型改造而来。甲标的乙型出现后，之前的甲标的统称为甲型。

### 甲标的丙型
1944年1月完工。是甲标的的第五十四号艇。特D型蓄电池的搭载数削减到208个。乘员增加到3人。在46艘的建造和量产后于1944年9月起配备到菲律宾、帝汶、冲绳、父岛、高雄等地。丙型的量产是从甲型开始到第100艘结束，以后的微型潜艇建造通称为蛟龙。

### 甲标的甲型练习艇
将后部蓄电池室的电池全部撤掉，增设主舱室和待机室，并加设了另一个舰桥和操作室。甲标的丙型练习艇增设了舰桥和操作室，艇表面添加了波纹。取消了待机室，搭载了蓄电池。约有10艘是从丙型改造而来。

### 甲标的丁型
相关参见蛟龍。

### Y标的
1944年3月开始开发。开发时黑木博司大尉提出了自己的构想。内容是：“让微型潜艇潜入到珍珠港水路内，在水底等待敌航母出入港。敌舰在水面经过时让微型潜艇自爆，击沉敌舰，并让敌舰的残骸封锁水路”。构造上把前部去掉，换上新头部，艇身中部两舷增设水雷发射筒。另外舰桥加装防水防风的玻璃，艇首上部新设浮力2.5吨的舱室。为了在水底而在艇首下侧加装滑行用橇，设置便于观察外部的窗户。在内部，为了缓解长时间待机的成员的疲劳度，将辅助机械室用隔音板密封，并使发电用发动机可以在操作室远程控制。两舷搭载的水雷可以用空气式收缩管射出。Y标的制造令于5月下达，6月完成设计，7月从丙型改造完成了2艘。但在实验中，搭载的水雷的震动问题无法解决，建造计划因而被废弃。

## 部署构想
舰队决战时，潜伏于敌舰队海域，决战前用鱼雷进行突袭，消灭敌战力后使我方居于有力地位。甲标的由3艘专用母舰运输，每舰搭载12艘，在距敌主力数十千米处出动，36艘甲标的一齐展开攻击，决战结束后收回。但这一想法是以日俄战争的战场为基础的构想，并没有将航空兵种纳入考量，且舰队决战败北时，甲标的的回收困难问题也没有考虑。
随着航空飞机的显著发展，水上攻击变得更加困难。因此又提出了进入港口攻击的方案。因为甲标的的续航距离较短，直到作战地点为止，由伊号潜水艇负责运输至目标地点，到港外时发起攻击，作战结束后返回母舰，仅收容搭乘人员，而将甲标的爆破后沉入海底。

## 性能

### 攻击力
甲标的的武器是前端的两枚鱼雷。直到所罗门群岛战役为止均使用直径45厘米的九七式氧气鱼雷，射程5,000米，速度50节。在此之后使用直径45厘米的二式鱼雷和九一式鱼雷。射程3,900米，速度39节。但是比起氧气鱼雷，以电力驱动的鱼雷性能更好。两种鱼雷的炸药量都是350千克，使甲标的的攻击火力大约相当于2架攻击机。鱼雷收纳在发射管内，通过注入空气射出。因此鱼雷发射时会产生几乎1吨的浮力，造成潜艇头部浮出海面。这种不稳定的情况会导致鱼雷偏离方向，甚至射向其他方向。甲标的恢复到稳定状态需要30秒，这期间即使再次发射鱼雷，也无法保证鱼雷行进方向准确。这种情况下就算连续发射，也无法计算鱼雷行进路线上时候有敌舰，因此只能单发发射。对敌舰的最佳发射距离是800米。
甲标攻击前的索敌能力很差，由于未配备电子武器和声纳，只能通过长约3米的潜望镜索敌。甲标母舰千代田号航空母舰舰长原田觉大佐通过观察确认了潜望镜露出水面1米时最多可以观测到15千米以外。带有大型桅杆的战舰可能可以在较远的地方发现，但极限也就是30千米左右。在海浪中不断摇摆着，以狭小的视野索敌是非常困难的。就算發现敌舰，根据敌舰的行进方向，速度等算出的鱼雷的发射方向和时机全靠艇长的心算，命中率非常低。

### 防御力
甲標的发射信号强度小，隐蔽性较大型战舰佳。但是，潜望镜短，很难维持吃水差，舰桥容易露出水面。在波浪较大的外海，50吨左右的小型艇体很难保持潜航深度。并且为了攻击而使用潜望镜从而浮出水面的话，很容易被发现从而遭到攻击。袭击珍珠港时就发生了数艘甲标的被发现进而被击沉的事件。雷达侦测时，很容易将舰桥的反射和海浪的发射波混在一起。1944年夏，被日军海防舰错误识别的无人甲标的遭到了攻击。这是为了进入冲绳而被拖行中的甲标的。遭到了近一个小时的机枪射擊和炸弹攻击后，除舰桥被11发子弹击中外，并无其他损伤。

### 特性
甲标的是像舰载机一般依存性很强的武器，需要有基地和母舰。这是由于电池的续航，鱼雷的维护是搭乘人员自身难以解决的。除了搭乘人员之外还需要维护人员，拉包尔当地有技术人员，瓜达尔卡纳尔岛有千代田号航空母舰的支援。日本軍事史家中村秀树评价说，甲标的比起潜水艇更像是飞机。

## 实战經驗
投入到实战的有名的战例包括珍珠港事件，袭击澳大利亚的悉尼港和马达加斯加战役等。虽然每次都被敌军发现，但最近对珍珠港事件的研究（对甲标的进行潜水调查的海洋历史学家Parks Stephenson、美国海军退役上校John Rodgaard和科学家Peter Hsu等）显示甲标的魚雷攻击可能命中目標，在马达加斯加战役中也导致战舰拉米伊號戰艦报废和液货船號（6,993吨）沉没。
甲标的第一次出战是偷袭珍珠港，艇员酒卷和男成為二战中美军的第一名日本戰俘，但他被日军当成和其他艇员一样战死了而封为军神。虽然有中文书宣称它们整场战争的唯一确定战果是一艘驱逐舰，事实上在珍珠港它们击毁了两艘到三艘运输舰，另外有研究者认为也有鱼雷命中了战列舰。1942年5月30日重创了英国复仇级战列舰拉米里斯号。
深知甲标的缺陷的搭乘人员们的不满，促成了“人间鱼雷”回天的开发。